# Olympische Sommerspiele 2020/Teilnehmer (Lettland)
| Gelbes Symbol für Goldmedaillen mit stilisierten Olympischen Ringen | Graues Symbol für Silbermedaillen mit stilisierten Olympischen Ringen | Braundes Symbol für Bronzemedaillen mit stilisierten Olympischen Ringen |
| ------------------------------------------------------------------- | --------------------------------------------------------------------- | ----------------------------------------------------------------------- |
| 1                                                                   | —                                                                     | 1                                                                       |

Lettland nahm an den Olympischen Spielen 2020 in Tokio mit 34 Sportlern in 14 Sportarten teil. Es war die insgesamt zwölte Teilnahme an Olympischen Sommerspielen.

## Medaillengewinner

### Gold
| Name                                                      | Sportart       | Wettkampf    |
| --------------------------------------------------------- | -------------- | ------------ |
| Agnis Čavars Edgars Krūmiņš Kārlis Lasmanis Nauris Miezis | 3×3-Basketball | 3×3 (Herren) |

### Bronze
| Name             | Sportart     | Wettkampf                  |
| ---------------- | ------------ | -------------------------- |
| Artūrs Plēsnieks | Gewichtheben | Klasse bis 109 kg (Männer) |

## Teilnehmer nach Sportarten

### Basketball

#### 3×3 Basketball
| Wettbewerb    | Herren |
| ------------- | --- |
| Athleten      | Agnis Čavars Edgars Krūmiņš Kārlis Lasmanis Nauris Miezis                                                 |
| Gruppenphase  | Polen (21–14) Belgien (20–21) China (18–17) Japan (21–18) Serbien (16–22) ROC (15–19) Niederlande (22–18) |
| Viertelfinale | Japan (21–18)                                                                                             |
| Halbfinale    | Belgien (21–8)                                                                                            |
| Finale        | ROC (21–18)                                                                                               |
| Platzierung   | Gold |

### Beachvolleyball
| Athleten                            | Gruppenphase               | Gruppenphase              | Gruppenphase | Gruppenphase | Achtelfinale            | Achtelfinale              | Viertelfinale         | Viertelfinale             | Halbfinale       | Halbfinale         | Spiel um Platz 3       | Spiel um Platz 3   | Rang |
| Athleten                            | Gegner                     | Ergebnis                  | Punkte       | Rang         | Gegner                  | Ergebnis                  | Gegner                | Ergebnis                  | Gegner           | Ergebnis           | Gegner                 | Ergebnis           | Rang |
| ----------------------------------- | -------------------------- | ------------------------- | ------------ | ------------ | ----------------------- | ------------------------- | --------------------- | ------------------------- | ---------------- | ------------------ | ---------------------- | ------------------ | ---- |
| Frauen                              |                            |                           |              |              |                         |                           |                       |                           |                  |                    |                        |                    |      |
| Tīna Graudiņa Anastasija Kravčenoka | Claes / Sponcil            | 1:2 (13:21, 21:16, 11:15) | 4            | 2            | Makrogusowa / Cholomina | 2:1 (16:21, 21:17, 15:13) | Bansley / Wilkerson   | 2:1 (21:13, 18:21, 15:11) | Artacho / Clancy | 0:2 (21:23, 13:21) | Vergé-Dépré / Heidrich | 0:2 (19:21, 15:21) | 4    |
| Tīna Graudiņa Anastasija Kravčenoka | Ana Patrícia / Rebecca     | 2:1 (21:15, 12:21, 15:13) | 4            | 2            | Makrogusowa / Cholomina | 2:1 (16:21, 21:17, 15:13) | Bansley / Wilkerson   | 2:1 (21:13, 18:21, 15:11) | Artacho / Clancy | 0:2 (21:23, 13:21) | Vergé-Dépré / Heidrich | 0:2 (19:21, 15:21) | 4    |
| Tīna Graudiņa Anastasija Kravčenoka | Makokha / Khadambi         | 2:0 (21:6, 21:14)         | 4            | 2            | Makrogusowa / Cholomina | 2:1 (16:21, 21:17, 15:13) | Bansley / Wilkerson   | 2:1 (21:13, 18:21, 15:11) | Artacho / Clancy | 0:2 (21:23, 13:21) | Vergé-Dépré / Heidrich | 0:2 (19:21, 15:21) | 4    |
| Männer                              |                            |                           |              |              |                         |                           |                       |                           |                  |                    |                        |                    |      |
| Mārtiņš Pļaviņš Edgars Točs         | Perušič / Schweiner        | w.o. (2:0 (21:0, 21:0))   | 5            | 2            | Evandro / Bruno Schmidt | 2:0 (21:19, 21:18)        | Alison / Álvaro Filho | 2:0 (21:16, 21:19)        | Mol / Sørum      | 0:2 (15:21, 16:21) | Cherif / Ahmed         | 0:2 (12:21, 18:21) | 4    |
| Mārtiņš Pļaviņš Edgars Točs         | Krassilnikow / Stojanowski | 1:2 (13:21, 21:19, 15:11) | 5            | 2            | Evandro / Bruno Schmidt | 2:0 (21:19, 21:18)        | Alison / Álvaro Filho | 2:0 (21:16, 21:19)        | Mol / Sørum      | 0:2 (15:21, 16:21) | Cherif / Ahmed         | 0:2 (12:21, 18:21) | 4    |
| Mārtiņš Pļaviņš Edgars Točs         | Gaxiola / Rubio            | 2:0 (21:18, 21:16)        | 5            | 2            | Evandro / Bruno Schmidt | 2:0 (21:19, 21:18)        | Alison / Álvaro Filho | 2:0 (21:16, 21:19)        | Mol / Sørum      | 0:2 (15:21, 16:21) | Cherif / Ahmed         | 0:2 (12:21, 18:21) | 4    |

### Gewichtheben
| Athleten         | Wettbewerb               | Reißen  | Reißen | Stoßen  | Stoßen | Zweikampf | Zweikampf | Rang   |
| Athleten         | Wettbewerb               | Gewicht | Rang   | Gewicht | Rang   | Gewicht   | Rang      | Rang   |
| ---------------- | ------------------------ | ------- | ------ | ------- | ------ | --------- | --------- | ------ |
| Männer           |                          |         |        |         |        |           |           |        |
| Ritvars Suharevs | Mittelgewicht bis 81 kg  | 163 kg  | 5      | 195 kg  | 6      | 358 kg    | 6         | 6      |
| Artūrs Plēsnieks | Schwergewicht bis 109 kg | 180 kg  | 7      | 230 kg  | 2      | 410 kg    | 3         | Bronze |

### Judo
| Athleten            | Wettbewerb | 1. Runde     | 1. Runde | 2. Runde | 2. Runde | Achtelfinale  | Achtelfinale  | Viertelfinale | Viertelfinale | Halbfinale / Trostrunde | Halbfinale / Trostrunde | Finale / Platz 3 | Finale / Platz 3 | Rang |
| Athleten            | Wettbewerb | Gegner       | Ergebnis | Gegner   | Ergebnis | Gegner        | Ergebnis      | Gegner        | Ergebnis      | Gegner                  | Ergebnis                | Gegner           | Ergebnis         | Rang |
| ------------------- | ---------- | ------------ | -------- | -------- | -------- | ------------- | ------------- | ------------- | ------------- | ----------------------- | ----------------------- | ---------------- | ---------------- | ---- |
| Männer              |            |              |          |          |          |               |               |               |               |                         |                         |                  |                  |      |
| Jevgeņijs Borodavko | bis 100 kg | M. Cirjenics | DNS      | —        | —        | ausgeschieden | ausgeschieden | ausgeschieden | ausgeschieden | ausgeschieden           | ausgeschieden           | ausgeschieden    | ausgeschieden    | DNS  |

### Kanu

#### Kanurennsport
| Athleten       | Wettbewerb | Vorlauf  | Vorlauf | Halbfinale | Halbfinale | Finale   | Finale | Rang |
| Athleten       | Wettbewerb | Zeit     | Rang    | Zeit       | Rang       | Zeit     | Rang   | Rang |
| -------------- | ---------- | -------- | ------- | ---------- | ---------- | -------- | ------ | ---- |
| Männer         |            |          |         |            |            |          |        |      |
| Roberts Akmens | K-1 200 m  | 35,448 s | 2       | 35,688 s   | 4          | 36,014 s | 8      | 8    |

### Karate

#### Kumite
| Athleten       | Wettbewerb       | Gruppenphase | Gruppenphase | Halbfinale    | Halbfinale    | Finale        | Finale        | Rang |
| Athleten       | Wettbewerb       | Punkte       | Rang         | Gegner        | Ergebnis      | Gegner        | Ergebnis      | Rang |
| -------------- | ---------------- | ------------ | ------------ | ------------- | ------------- | ------------- | ------------- | ---- |
| Männer         |                  |              |              |               |               |               |               |      |
| Kalvis Kalniņš | Kumite bis 67 kg | 2            | 4            | ausgeschieden | ausgeschieden | ausgeschieden | ausgeschieden | 7    |

### Leichtathletik
Laufen und Gehen
| Athleten           | Wettbewerb  | 1. Runde | 1. Runde | Halbfinale    | Halbfinale    | Finale        | Finale        | Rang          |
| Athleten           | Wettbewerb  | Zeit     | Rang     | Zeit          | Rang          | Zeit          | Rang          | Rang          |
| ------------------ | ----------- | -------- | -------- | ------------- | ------------- | ------------- | ------------- | ------------- |
| Frauen             |             |          |          |               |               |               |               |               |
| Līga Velvere       | 800 m       | DNF      | DNF      | ausgeschieden | ausgeschieden | ausgeschieden | ausgeschieden | ausgeschieden |
| Männer             |             |          |          |               |               |               |               |               |
| Arnis Rumbenieks   | 50 km Gehen | —        | —        | —             | —             | 4:13:33 h     | 37            | 37            |
| Ruslans Smolonskis | 50 km Gehen | —        | —        | —             | —             | DSQ           | DSQ           | —             |

Springen und Werfen
| Athleten         | Wettbewerb | Qualifikation | Qualifikation | Finale        | Finale        | Rang |
| Athleten         | Wettbewerb | Weite/Höhe    | Rang          | Weite/Höhe    | Rang          | Rang |
| ---------------- | ---------- | ------------- | ------------- | ------------- | ------------- | ---- |
| Frauen           |            |               |               |               |               |      |
| Laura Igaune     | Hammerwurf | 68,53         | 20            | ausgeschieden | ausgeschieden | 20   |
| Līna Mūze        | Speerwurf  | 57,33 m       | 26            | ausgeschieden | ausgeschieden | 26   |
| Anete Kociņa     | Speerwurf  | 58,84         | 21            | ausgeschieden | ausgeschieden | 21   |
| Madara Palameika | Speerwurf  | 60,94 m       | 12            | 58,70 m       | 11            | 11   |
| Männer           |            |               |               |               |               |      |
| Gatis Čakšs      | Speerwurf  | 78,73 m       | 18            | ausgeschieden | ausgeschieden | 18   |

### Moderner Fünfkampf
| Athleten       | Fechten | Fechten | Schwimmen   | Schwimmen | Reiten  | Reiten | Combined     | Combined | Punkte | Rang |
| Athleten       | Bilanz  | Punkte  | Zeit        | Punkte    | Zeit    | Punkte | Zeit         | Punkte   | Punkte | Rang |
| -------------- | ------- | ------- | ----------- | --------- | ------- | ------ | ------------ | -------- | ------ | ---- |
| Männer         |         |         |             |           |         |        |              |          |        |      |
| Pāvels Švecovs | 22+2    | 234     | 1:59,83 min | 311       | 81,97 s | 285    | 11:40,67 min | 600      | 1430   | 14   |

### Radsport

#### Straße
| Athleten        | Wettbewerb    | Zeit      | Rang |
| --------------- | ------------- | --------- | ---- |
| Männer          |               |           |      |
| Krists Neilands | Straßenrennen | 6:15:38 h | 33   |
| Toms Skujiņš    | Straßenrennen | 6:11:48 h | 22   |

#### BMX
| Athleten         | Wettbewerb | Viertelfinale | Viertelfinale | Halbfinale    | Halbfinale    | Finale        | Finale        | Rang |
| Athleten         | Wettbewerb | Punkte        | Rang          | Punkte        | Rang          | Zeit          | Rang          | Rang |
| ---------------- | ---------- | ------------- | ------------- | ------------- | ------------- | ------------- | ------------- | ---- |
| Frauen           |            |               |               |               |               |               |               |      |
| Vineta Pētersone | BMX-Rennen | 16            | 6             | ausgeschieden | ausgeschieden | ausgeschieden | ausgeschieden | 21   |
| Männer           |            |               |               |               |               |               |               |      |
| Helvijs Babris   | BMX-Rennen | 15            | 5             | ausgeschieden | ausgeschieden | ausgeschieden | ausgeschieden | 20   |

### Reiten

#### Springreiten
| Athleten                       | Wettbewerb | Strafpunkte   | Strafpunkte  | Strafpunkte   | Rang |
| Athleten                       | Wettbewerb | Qualifikation | Einzelfinale | Einzelfinale  | Rang |
| Athleten                       | Wettbewerb | Qualifikation | 1. Umlauf    | Stechen       | Rang |
| ------------------------------ | ---------- | ------------- | ------------ | ------------- | ---- |
| Kristaps Neretnieks mit Valour | Einzel     | (0)           | (13)         | ausgeschieden | 23   |

### Ringen

#### Freier Stil
Legende: G = Gewonnen, V = Verloren, S = Schultersieg
| Athleten              | Wettbewerb       | Achtelfinale  | Achtelfinale | Viertelfinale | Viertelfinale | Halbfinale    | Halbfinale    | Hoffnungsrunde Halbfinale | Hoffnungsrunde Halbfinale | Hoffnungsrunde Finale | Hoffnungsrunde Finale | Finale        | Finale        | Rang |
| Athleten              | Wettbewerb       | Gegner        | Ergebnis     | Gegner        | Ergebnis      | Gegner        | Ergebnis      | Gegner                    | Ergebnis                  | Gegner                | Ergebnis              | Gegner        | Ergebnis      | Rang |
| --------------------- | ---------------- | ------------- | ------------ | ------------- | ------------- | ------------- | ------------- | ------------------------- | ------------------------- | --------------------- | --------------------- | ------------- | ------------- | ---- |
| Frauen                |                  |               |              |               |               |               |               |                           |                           |                       |                       |               |               |      |
| Anastasija Grigorjeva | Klasse bis 62 kg | A. Tynybekowa | V 0:8        | ausgeschieden | ausgeschieden | ausgeschieden | ausgeschieden | K. Incze                  | G 14:7                    | I. Koljadenko         | V 1:3                 | ausgeschieden | ausgeschieden | 5    |

### Schießen
| Athleten      | Wettbewerb            | Qualifikation   | Qualifikation | Finale          | Finale        | Ringe/ Scheiben | Rang |
| Athleten      | Wettbewerb            | Ringe/ Scheiben | Rang          | Ringe/ Scheiben | Rang          | Ringe/ Scheiben | Rang |
| ------------- | --------------------- | --------------- | ------------- | --------------- | ------------- | --------------- | ---- |
| Frauen        |                       |                 |               |                 |               |                 |      |
| Agate Rašmane | Sportpistole 25 Meter | 287             | 28            | ausgeschieden   | ausgeschieden | 287             | 28   |

### Schwimmen
| Athleten        | Wettbewerb     | Vorlauf     | Vorlauf | Halbfinale    | Halbfinale    | Finale        | Finale        | Rang |
| Athleten        | Wettbewerb     | Zeit        | Rang    | Zeit          | Rang          | Zeit          | Rang          | Rang |
| --------------- | -------------- | ----------- | ------- | ------------- | ------------- | ------------- | ------------- | ---- |
| Frauen          |                |             |         |               |               |               |               |      |
| Ieva Maļuka     | 100 m Freistil | 56,39 s     | 37      | ausgeschieden | ausgeschieden | ausgeschieden | ausgeschieden | 37   |
| Ieva Maļuka     | 200 m Freistil | 2:03,75 min | 24      | ausgeschieden | ausgeschieden | ausgeschieden | ausgeschieden | 24   |
| Männer          |                |             |         |               |               |               |               |      |
| Daniils Bobrovs | 200 m Brust    | 2:14,25 min | 31      | ausgeschieden | ausgeschieden | ausgeschieden | ausgeschieden | 31   |

### Tennis
| Athleten                              | Wettbewerb | 1. Runde             | 1. Runde         | 2. Runde      | 2. Runde      | Achtelfinale  | Achtelfinale  | Viertelfinale | Viertelfinale | Halbfinale    | Halbfinale    | Finale / Platz 3 | Finale / Platz 3 |
| Athleten                              | Wettbewerb | Gegner               | Ergebnis         | Gegner        | Ergebnis      | Gegner        | Ergebnis      | Gegner        | Ergebnis      | Gegner        | Ergebnis      | Gegner           | Ergebnis         |
| ------------------------------------- | ---------- | -------------------- | ---------------- | ------------- | ------------- | ------------- | ------------- | ------------- | ------------- | ------------- | ------------- | ---------------- | ---------------- |
| Frauen                                |            |                      |                  |               |               |               |               |               |               |               |               |                  |                  |
| Jeļena Ostapenko                      | Einzel     | J. Wesnina           | 4:6, 7:62, 4:6   | ausgeschieden | ausgeschieden | ausgeschieden | ausgeschieden | ausgeschieden | ausgeschieden | ausgeschieden | ausgeschieden | ausgeschieden    | ausgeschieden    |
| Anastasija Sevastova                  | Einzel     | F. Ferro             | 6:2, 4:6, 2:6    | ausgeschieden | ausgeschieden | ausgeschieden | ausgeschieden | ausgeschieden | ausgeschieden | ausgeschieden | ausgeschieden | ausgeschieden    | ausgeschieden    |
| Jeļena Ostapenko Anastasija Sevastova | Doppel     | E. Perez / S. Stosur | 6:4, 1:6, [5:10] | —             | —             | ausgeschieden | ausgeschieden | ausgeschieden | ausgeschieden | ausgeschieden | ausgeschieden | ausgeschieden    | ausgeschieden    |